# Aubenton
Aubenton är en kommun i departementet Aisne i regionen Hauts-de-France i norra Frankrike. Kommunen ligger  i kantonen Aubenton som ligger i arrondissementet Vervins. År 2022 hade Aubenton 659 invånare.

## Befolkningsutveckling
Antalet invånare i kommunen Aubenton
Referens: INSEE